# 계철순
계철순(桂哲淳, 일본식 이름: 桂哲雄, 1912년 12월 20일 ~ 2003년 6월 11일)은 일제강점기와 대한민국의 법조인이다. 호는 월파이다.

## 생애
평안북도 선천군 출신이며 신의주동중학교와 경성제국대학을 졸업했다. 일제 강점기 동안 조선총독부 소속 판사로 대구지방법원, 대구고등법원 등에서 근무했다.
한국 전쟁 중에는 대한민국 국군에서 복무하며 1951년 발생한 국민방위군 사건 재판에 재판관으로 참여했다. 이후 경북대학교 법정대학 학장을 지냈고, 혁명재판소 상소심판관을 맡기도 했다. 5·16 군사정변 직후인 1961년에 경북대학교 총장으로 임명되었다. 총장 재임 중 조성한 야외박물관에는 계철순의 호를 따 '월파원'이라는 이름이 붙어 있다.
1977년 이후로는 안동시에서 변호사로 활동하면서 안동사진동호회를 조직하는 등 노후를 안동에서 보냈다. 안동 지역에서 '계박사'로 불리며 존경을 받은 것으로 알려졌다.
2008년 발표된 민족문제연구소의 친일인명사전 수록예정자 명단 중 사법 부문에 선정되었다.

## 참고자료
- 계철순(桂哲淳) - 국사편찬위원회